# Abu Dhabi Sports Channel
Abu Dhabi Sports Channel  è una stazione televisiva, fondata nel 1969, con sede ad Abu Dhabi negli Emirati Arabi Uniti ed è di proprietà dell'Abu Dhabi Media.

## Canali
- Abu Dhabi Sports 1/HD (FTA)
- Abu Dhabi Sports 2/HD (FTA)
- Abu Dhabi Sports Extra/HD (FTA)
- Abu Dhabi Sports 3 HD
- Abu Dhabi Sports 4 HD
- Abu Dhabi Sports 5 HD
- Abu Dhabi Sports 6 HD
- Abu Dhabi Sports 7 HD
- Abu Dhabi Sports 8 HD (FTA)

## Palinsesto
Tra i programmi di Abu Dhabi Sports sono inclusi:
Calcio:
- UAE Arabian Gulf League
- AFC Champions League
- Serie A

Tennis:
- Mubadala World Tennis Championship
- Torneo di Wimbledon
- Australian Open

Basket:
- UAE League

Pallamano:
- UAE League

Motori:
- Formula 1
- WRC
- Superleague Formula

Wrestling
- WWE RAW
- WWE Superstars
- WWE Experience
- WWE Vintage Collection
- WWE Afterburn